# Estádio Central (Ecaterimburgo)
O Estádio Central, é um estádio de futebol localizado na cidade de Ecaterimburgo, Rússia. É a casa da equipe Futbolniy Klub Ural . Inaugurado em 26 de junho de 1957, o estádio suporta até 35.163 pessoas. Foi uma das sedes da Copa do Mundo FIFA de 2018.

## Copa do Mundo FIFA de 2018
O estádio recebeu quatro partidas da competição, todas da fase de grupos.Contendo um diferencial,um "puxadinho" na bancada para fora da estrutura principal.
| Data        | Hora  | 1ª equipe | Placar | 2ª equipe | Fase    | Público |
| ----------- | ----- | --------- | ------ | --------- | ------- | ------- |
| 15 de Junho | 17:00 | Egito     | 0 – 1  | Uruguai   | Grupo A | 27,015  |
| 21 de Junho | 18:00 | França    | 1 – 0  | Peru      | Grupo C | 32,789  |
| 24 de Junho | 15:00 | Japão     | 2 – 2  | Senegal   | Grupo H | 32,572  |
| 27 de Junho | 19:00 | México    | 0 – 3  | Suécia    | Grupo F | 33,061  |